# Võsu jõgi
Võsu jõgi (Võsuån) är ett 23 km långt vattendrag i Estland. Det ligger i Lääne-Virumaa, i den centrala delen av landet, 70 km öster om huvudstaden Tallinn. Den har sin källa utanför byn Vittna i kommunen Kadrina vald. Den mynnar i viken Käsmu laht vid samhället Võsu i kommunen Vihula vald. 